# 宝木久美
宝木 久美（たからぎ くみ、11月2日 - ）は、日本の女性声優。神奈川県川崎市出身。Rush Style所属。

## 略歴
物心ついた時からアニメが日常にあり、テレビにかじりつくほど好きで、2014年時点でもほぼ毎日欠かさず見ているぐらいだという。中学生に上がった頃にアニメが好きな友人も増えて、アニメの話を続けていくうちに職業としての声優を知り、興味がわいたという。
ちょうどそれぐらいの頃から漫画熱も高まり、今まで2～30冊ぐらいしかなかった漫画が3カ月で300冊ぐらいになったという。漫画を買って読み漁っていたが、読んでいる最中に突然、「声優になろう」と思い立ち、目指すことに決めたという。ただし、当時は目立ちたがり屋だったが、人前は苦手な性格で養成所の体験入学に行った時もあがってしまい、ボロボロだったという。この時は声優になるのを断念しそうになったという。
当時、学校の先輩が仲間を集めて運営している小さい劇団でお手伝いをしていたが、役をもらえることになり、舞台から役者として活動。その時、芝居の楽しさもこの時に知ることができ、同時に人前に立つのにも慣れることができたという。2014年時点では「声優をできているんだ」と語っている。
ドワンゴクリエイティブスクール5期生。
以前はリンクアーツ、ケンユウオフィスに所属していた。

## 人物
趣味はカフェ巡り、雑貨集め。特技はにおいを嗅ぎわける、二重跳び。

## 出演
太字はメインキャラクター。

### テレビアニメ
2012年
- じょしらく（霊）
- 超訳百人一首 うた恋い。（綏子内親王）
- 遊☆戯☆王ZEXAL II（蝶野さなぎ）

2013年
- 勇者になれなかった俺はしぶしぶ就職を決意しました。（ロア・ベリフェラル、隣りの娘、女性客B、子供1）

2017年
- BORUTO-ボルト- NARUTO NEXT GENERATIONS（2017年 - 、鬼熊えんこ、劇中の子供、武にとら、イチキシマヒメ、アンズの母 他）

2019年
- ブラッククローバー（2019年 - 2020年、ウェインズリー、テティア）
- この音とまれ!（生徒）

### ゲーム
2013年
- ガールフレンド（仮）（伊勢崎郁歩）
- 雀聖歌姫 クロノ★スター（玄乃透）
- 雀聖学園 クロノ★マジック（天河ホーラ）

2014年
- Tokyo 7th シスターズ（白鳥トモエ）
- 猫さばいばー!（ジャネット、ニコラ）
- ヒーローズプレイスメント（石乃真希）

2015年
- アイドル事変（興梠美琴）

2017年
- ルナプリ from 天使帝國（クロエ）

2019年
- クイズRPG 魔法使いと黒猫のウィズ（ネーヴェ・ビアンカ、エチカ・シャウトシャウト）

2022年
- モンスターストライク（アフラ・マズダー）

### ドラマCD
- 神様はじめました ドラマCD「神様、鞍馬山へいく」（2013年、小天狗）

### ラジオ
※はインターネット配信。
- 勇者になれなかった俺たちはしぶしぶラジオを始めました。略して、「しぶラジ」（2013年 - 2014年、ランティスウェブラジオ※）パーソナリティ[22]

## ディスコグラフィ

### キャラクターソング
| 発売日         | 商品名 | 歌                                                                               | 楽曲                                               | 備考                                                                     |
| -------------- | --- | -------------------------------------------------------------------------------- | -------------------------------------------------- | ------------------------------------------------------------------------ |
| 2013年11月27日 | TVアニメ『勇者になれなかった俺は しぶしぶ就職を決意しました。』キャラクターソング エキストラレボリューション | KANBAN娘。                                                                       | 「エキストラレボリューション（キャラバージョン）」 | テレビアニメ『勇者になれなかった俺はしぶしぶ就職を決意しました。』関連曲 |
| 2013年11月27日 | TVアニメ『勇者になれなかった俺は しぶしぶ就職を決意しました。』キャラクターソング エキストラレボリューション | ラウル（河本啓佑）、セアラ（島形麻衣奈）、ノヴァ（曽和まどか）、ロア（宝木久美） | 「レオン王都店へようこそ!」                        | ラジオ『しぶラジ 駄菓子屋編』オープニングテーマ                          |
| 2019年3月20日  | 花咲キオトメ                                                                                                 | 七花少女                                                                         | 「花咲キオトメ」 「スノードロップ」                | ゲーム『Tokyo 7th シスターズ』関連曲                                     |
| 2019年12月4日  | マイ・グラデイション/SCARLET                                                                                 | 七花少女                                                                         | 「マイ・グラデイション」                           | ゲーム『Tokyo 7th シスターズ』関連曲                                     |
| 2021年12月14日 | 秋の空とこころ コスモス                                                                                      | 七花少女                                                                         | 「秋の空とこころ コスモス」                        | ゲーム『Tokyo 7th シスターズ』関連曲                                     |

### その他参加楽曲
| 発売日        | 商品名                       | 歌                      | 楽曲               | 備考 |
| ------------- | ---------------------------- | ----------------------- | ------------------ | ---- |
| 2013年4月17日 | Twinkle Voice 〜声の贈り物〜 | 渕上舞、宝木久美        | 「淋しい熱帯魚」   |      |
| 2013年4月17日 | Twinkle Voice 〜声の贈り物〜 | Twinkle Voice All Stars | 「空も飛べるはず」 |      |

### ユニットメンバー
1. ↑  フィノ（田所あずさ）、セアラ（島形麻衣奈）、ノヴァ（曽和まどか）、エルザ（新田恵海）、ラム（山田奈都美）、ロア（宝木久美）、アイリ（岩崎可苗）
2. ↑  白鳥トモエ（宝木久美）、前園リシュリ（ルゥティン）、逢原ミウ（高野麻里佳）、夜舞サヲリ（稲川英里）、榎並マドカ（藤井アユ美）、雲巻モナカ（桜木アミサ）、シャオ・ヘイフォン（森千早都）
3. ↑  白石涼子、松本梨香、加藤英美里、南條愛乃、朴璐美、渕上舞、宝木久美、今井麻美、佐藤聡美、ささきのぞみ、大久保瑠美